# Јужнобанатски партизански одред
Јужнобанатски партизански одред је био партизанска јединица у саставу Народноослободилачке војске и партизанских одреда Југославије током Другог светског рата у Југославији.

## Историјат
Јужнобанатски партизански одред, основан је 11. јула 1941. у околини Панчева, био је први партизански одред у Банату. Тада је имао свега пет бораца, којима је командовао Бранко Савић. Требало је да они буду језгро око којега би се наредних дана окупили нови борци. Организовање одреда ишло је упоредо са његовом првом акцијом. Стевица Јовановић, Борислав Петров и Марко Кулић одабрали су деоницу пруге Панчево – Вршац на којој ће се извести диверзија. Акција није успела, а одред је уништен код Владимираваца. 
Опет је формиран у другој половини децембра 1942. од око 35 бораца, а касније се бројчано стање кретало од 60 до 120 бораца. 
Крајем јуна 1944. одред је преименован у Четврти банатски народноослободилачки партизански одред, а у јулу исте године реорганизован је у три нова одреда. У почетку је био под непосредним руководством Покрајинског комитета КПЈ за Војводину, а касније Окружног комитета КПЈ за јужни Банат и Главни штаб НОВ и ПО Војводине. У 1944. години одред је учествовао у борбама за ослобађање Баната.